# Emanuela – Alle Lüste dieser Welt
Emanuela – Alle Lüste dieser Welt (Originaltitel: Emanuelle – Perché violenza alle donne?) ist ein italienischer Sexploitationsfilm von Joe D’Amato aus dem Jahr 1977. Er ist der vierte Teil der Black-Emanuelle-Filmreihe und wirkt deutlich düsterer als seine Vorgänger.

## Handlung
Nach einer Auszeit auf einer einsamen Insel kehrt Emanuelle in die Vereinigten Staaten zurück. Sie versöhnt sich mit ihrem Verleger und wird damit beauftragt, einen indischen Guru namens Shanti, der neue sexuelle Lehren predigt, zu interviewen.
In Indien angekommen trifft Emanuelle die junge Mary, durch welche sie auf eine Organisation aufmerksam gemacht wird, die weiße Frauen entführt und überall auf der Welt als Sklavinnen verkauft. Nachdem sie intime Bekanntschaft mit dem Guru gemacht hat, der zuvor jahrelang sexuell enthaltsam gelebt hatte, weil er auf den perfekten Orgasmus warten wollte, reist Emanuelle nach Rom und schließt sich dort mit ihrer Kollegin Cora Norman kurz, um die Spur der Mädchenhändler zu verfolgen.
Sie lässt sich zusammen mit zwei ihrer Freundinnen von der Organisation auf eine „Party“ entführen, beauftragt aber vorher einen Jungen damit, ihr zu folgen und notfalls die Polizei zu rufen. Derweil wird Cora bei sich zu Hause von Unbekannten aufgesucht und vergewaltigt. Auf der angeblichen Party kommt es ebenfalls zu einer Vergewaltigung mit einer der entführten Frauen als Opfer, hier durch einen furchtbar entstellten Mann, bis schließlich die Polizei eintrifft und die Frauen befreit. Anschließend fährt Emanuelle mit dem Jungen zu dessen Vaters Yacht, wo sich Emanuelle und der Junge vergnügen wollen. Die beiden werden aber von der Stiefmutter des Jungen und ihrer Geliebten gestört, verstecken sich im Schrank und beobachten die beiden Frauen beim Liebesspiel, was auch Emanuelle zum Entkleiden nötigt.
Am nächsten Tag reisen Emanuelle und Cora für weitere Recherchen nach Hongkong, wo Emanuelle entführt und zu einem psychopathischen Chinesen gebracht wird, der seine Sklavinnen mit Schlangen und Hunden schändet. Cora kann ihre Kollegin befreien, woraufhin die beiden Frauen Rache an dem Chinesen üben. Einer Spur folgend entlarven sie in Macau Elsa Brown, ein Mitglied der Organisation, die sich nach Androhung polizeilicher Gewalt bereiterklärt, die beiden Journalistinnen in die Organisation einzuschleusen. Im Iran angekommen finden Emanuelle und Cora dann heraus, dass der Hauptverantwortliche des Rings ein gewisser Cassim ist, ein Minister eines dortigen Emirs und sie können mit Hilfe des Emirs den Mädchenhandelring zerschlagen. Im Gegenzug für das Schweigen der Reporterinnen über diese delikate Angelegenheit und eine Nacht zu dritt bietet der Emir eine Senkung des Ölpreises für ihre Länder an. Die zwei Kolleginnen willigen uneigennützig ein.
Zurück in New York gehen die beiden Frauen mit einem Senator zu einer High-Society-Party im Freien, wo ein junges Mädchen dazu genötigt wird, nackt zu tanzen. Die Freiluft-Fete wird jäh von einer Horde Obdachloser gestürmt und das junge Mädchen vergewaltigt. Emanuelle bleibt nicht verschont.

## Hintergrund
Einige Szenen dieses Films sind eindeutig dem Hardcore zuzurechnen. Wie immer tritt Laura Gemser in diesen Szenen nicht auf, wobei im Tempel des Gurus in der ungeschnittenen Fassung expliziter Geschlechtsverkehr des Charakters Emanuelle zu sehen ist, der jedoch von einem Body-Double „gespielt“ wurde. Der Film ist ebenso für eine Zoophilie-Szene mit einer Schlange und einem Hund notorisch.
Emanuela – Alle Lüste dieser Welt passierte am 9. September 1977 die italienische Zensur und wurde in Deutschland am 6. April 1978 erstaufgeführt.

## Kritik
Das Lexikon des internationalen Films beschrieb Emanuela – Alle Lüste dieser Welt als „einen albernen Sexfilm“.